# NBA All-Star Game 1979
L'NBA All-Star Game 1979, svoltosi a Detroit, vide la vittoria finale della Western Conference sulla Eastern Conference per 134 a 129.
David Thompson, dei Denver Nuggets, fu nominato MVP della partita.

## Squadre

### Western Conference
| Western Conference  |                        |     |     |     |     |     |     |     |     |
| Giocatore           | Squadra                | MIN | FGM | FGA | FTM | FTA | RIM | AST | PT  |
| Marques Johnson     | Milwaukee Bucks        | 20  | 3   | 11  | 4   | 6   | 6   | 2   | 10  |
| George McGinnis     | Denver Nuggets         | 25  | 5   | 12  | 6   | 11  | 6   | 3   | 16  |
| Kareem Abdul-Jabbar | Los Angeles Lakers     | 28  | 5   | 12  | 1   | 2   | 8   | 3   | 11  |
| David Thompson      | Denver Nuggets         | 34  | 11  | 17  | 3   | 7   | 5   | 2   | 25  |
| Paul Westphal       | Phoenix Suns           | 21  | 8   | 12  | 1   | 2   | 1   | 5   | 17  |
| Otis Birdsong       | Kansas City Kings      | 14  | 4   | 6   | 1   | 2   | 2   | 0   | 9   |
| Walter Davis        | Phoenix Suns           | 19  | 4   | 9   | 0   | 0   | 4   | 4   | 8   |
| Artis Gilmore       | Chicago Bulls          | 15  | 3   | 4   | 2   | 2   | 1   | 2   | 8   |
| Dennis Johnson      | Seattle SuperSonics    | 27  | 5   | 7   | 2   | 2   | 1   | 3   | 12  |
| Maurice Lucas       | Portland Trail Blazers | 19  | 4   | 10  | 2   | 2   | 7   | 1   | 10  |
| Jack Sikma          | Seattle SuperSonics    | 18  | 4   | 5   | 0   | 0   | 4   | 0   | 8   |
| Totale              |                        | 240 | 56  | 105 | 22  | 36  | 45  | 25  | 134 |
| All. Lenny Wilkens  | Seattle SuperSonics    |     |     |     |     |     |     |     |     |

MIN: minuti. FGM: tiri dal campo riusciti. FGA: tiri dal campo tentati. FTM: tiri liberi riusciti. FTA: tiri liberi tentati. RIM: rimbalzi. AST: assist. PT: punti

### Eastern Conference
| Eastern Conference |                     |             |             |             |             |             |             |             |             |
| Giocatore          | Squadra             | MIN         | FGM         | FGA         | FTM         | FTA         | RIM         | AST         | PT          |
| Julius Erving      | Philadelphia 76ers  | 39          | 10          | 22          | 9           | 12          | 8           | 5           | 29          |
| Rudy Tomjanovich   | Houston Rockets     | 24          | 6           | 13          | 0           | 0           | 6           | 1           | 12          |
| Moses Malone       | Houston Rockets     | 17          | 2           | 2           | 4           | 5           | 7           | 1           | 8           |
| Pete Maravich      | New Orleans Jazz    | 14          | 5           | 8           | 0           | 0           | 2           | 2           | 10          |
| George Gervin      | San Antonio Spurs   | 34          | 8           | 16          | 10          | 11          | 6           | 2           | 26          |
| Bob Dandridge      | Washington Bullets  | 18          | 3           | 5           | 2           | 3           | 3           | 1           | 8           |
| Elvin Hayes        | Washington Bullets  | 28          | 5           | 11          | 3           | 5           | 13          | 0           | 13          |
| Larry Kenon        | San Antonio Spurs   | 7           | 1           | 3           | 1           | 2           | 2           | 1           | 3           |
| Bob Lanier         | Detroit Pistons     | 31          | 5           | 10          | 0           | 0           | 4           | 4           | 10          |
| Calvin Murphy      | Houston Rockets     | 15          | 3           | 5           | 0           | 0           | 1           | 5           | 6           |
| Campy Russell      | Cleveland Cavaliers | 13          | 2           | 8           | 0           | 0           | 1           | 0           | 4           |
| Doug Collins       | Philadelphia 76ers  | infortunato | infortunato | infortunato | infortunato | infortunato | infortunato | infortunato | infortunato |
| Totale             |                     | 240         | 50          | 103         | 29          | 38          | 53          | 22          | 129         |
| All. Dick Motta    | Washington Bullets  |             |             |             |             |             |             |             |             |

MIN: minuti. FGM: tiri dal campo riusciti. FGA: tiri dal campo tentati. FTM: tiri liberi riusciti. FTA: tiri liberi tentati. RIM: rimbalzi. AST: assist. PT: punti